# Philodromus collinus
Philodromus collinus es una especie de araña cangrejo del género Philodromus, familia Philodromidae. Fue descrita científicamente por C. L. Koch en 1835.

## Distribución
Esta especie se encuentra en Turquía y Cáucaso.